# Битва на 73 истинг
Битва на 73 истинг (англ. Battle of 73 Easting) произошла 26 февраля 1991 года во время войны в Персидском заливе между бронетанковыми силами коалиции (VII корпус США и 1-я бронетанковая дивизия Великобритании) и иракскими бронетанковыми силами (Республиканская гвардия и дивизия Тавакална). Битва характеризовалась многократным численном преимуществом войск антииракской коалиции над иракскими войсками, на одного иракского солдата приходилось почти шесть солдат коалиции, а на один иракский танк приходилось более четырёх вражеских. Сражения было названо в честь координатной линии UTM север — юг (Easting, измеряется в километрах и читается на GPS-приемниках), которая использовалась коалиционными силами в качестве фазовой линии для измерения их продвижения по пустыне, которую иракцы считали бездорожьем. Позже участник сражения лейтенант Джон Мекка назвал его «последним великим танковым сражением XX века». Это сражение произошло через несколько часов после другого, менее масштабного танкового сражения у Эль-Бусайя.

## Силы сторон
Основным американским подразделением в сражении был 2-й бронекавалерийский полк (2 бркп) численностью 4500 человек, приписанный к VII корпусу. Он состоял из трёх бронекавалерийских эскадронов (фактически батальон), 4-го авиационного эскадрона (ударных вертолётов) и эскадрона МТО. Каждый бронекавалерийский эскадрон состоял из трёх рот (troop), танковой роты, батареи самоходных гаубиц и штабной роты. Каждая рота состояла из 120 солдат, 12—13 боевых машин M3 Bradley и девяти основных боевых танков M1A1 Abrams. Оперативная группа «1-41 пехота» (Task Force 1-41 Infantry) прорвала вал на границе между Саудовской Аравией и Ираком, который являлся начальной оборонительной позицией иракцев, и выполняла задачи по разведке и контрразведке до действий 2-го бркп. Это обычно включает уничтожение или отражение разведывательных элементов иракцев и лишение их командира возможности наблюдать за дружественными силами. Основные силы 7-го корпуса состояли из американских 1-й бронетанковой дивизии (1 бртд), 2-й бронетанковой дивизии (2 бртд), 3-й бронетанковой дивизии (3 бртд), 1-й пехотной дивизии (1 пд) и британской 1-й бронетанковой дивизии (1 бртд).
Основной бой вели три эскадрона 2-го бркп численностью около 4000 солдат вместе с двумя ведущими бригадами 1-й пехотной дивизии, всего 5700 солдат. Они атаковали 18-ю механизированную и 37-ю бронетанковую иракские бригады дивизии «Тавакальна», каждая из которых по одним американским данным насчитывала от 2 500 до 3 000 человек, по другим американским данным только 1000 иракских солдат приняли участие в сражении.

## Планы сторон
Задачей 2-го бркп было пересечь границу и продвинуться на восток в качестве передового разведывательного подразделения, возглавляемого разведчиками на легкобронированных M3A1 Bradley с высокочувствительными тепловизорами для обнаружения позиций противника. Вплотную за ними следовали танки M1A1 Abrams, прикрывавшие их с тыла, готовые двигаться вперед и вступить в бой с противником. Первоначально наступавшие впереди частей 3-й бронетанковой дивизии до конца 25 февраля, они сместились на восток и опередили наступающую 1-ю пехотную дивизию, когда она продвигалась на север от своих первоначальных целей. Задача полка состояла в том, чтобы расчистить путь от значительных оборонительных сооружений и выяснить где расположены оборонительные позиции Республиканской гвардии, чтобы, затем, задействовать всю массу бронетанковых сил и артиллерии 1-й пехотной дивизии.
В ночь с 23 на 24 февраля, в соответствии с планом генерала Нормана Шварцкопфа по наземному наступлению под названием «Операция „Сабля пустыни“», VII корпус помчался на восток из Саудовской Аравии в Ирак широким, размашистым манёвром, который Шварцкопф позже назвал «Хейл Мэри». У корпуса было две цели: отрезать отступление иракцев из Кувейта и уничтожить пять элитных дивизий Республиканской гвардии у иракско-кувейтской границы, которые могли бы атаковать арабские части и подразделения морской пехоты, продвигавшиеся в Кувейт на юге. Первоначальное сопротивление иракцев после прорыва было слабым и разрозненным, и 2-й бркп вёл лишь незначительные бои до 25 февраля.

## Начало сражения
2-й бронекавалерийский полк должен был продвинуться на восток, обнаружить и вступить в бой с противником, определить его диспозицию, а затем позволить механизированным бригадам 1-й пд пройти и закончить уничтожение иракцев. Граница продвижения 2-го бркп менялась в ходе операции. Фрагментарный план VII корпуса № 7, изданный в ночь с 25 на 26 февраля, определил первоначальный предел продвижения 2-го бркп в направлении «60 Easting». После того, как 2-й бркп вошёл в контакт с зоной безопасности Республиканской гвардии, корпус изменил границу на 70 истинг. По этой линии американская 1-я пд должна была пройти через 2-й бркп и продвинуться к целям дальше на восток. Командир VII корпуса генерал-лейтенант Фредерик М. Фрэнкс-младший приказал командиру 2-го бркп полковнику Дону Холдеру обнаружить противника, но избегать решительного вступления в бой.
Три бронекавалерийских эскадрона 2-го бркп развернулись в линию: 2-й эскадрон на севере, 3-й эскадрон в центре и 1-й эскадрон на юге. 4-й вертолётный эскадрон выполнял разведывательные и атакующие задания в основном в северной и центральной зонах. Однако погода сильно ограничивала полёты, из-за чего 4-й вертолётный эскадрон оставался на земле около половины светового дня. Необычным для корпусных сил прикрытия было то, что 2-й бркп не имел резервного танкового или механизированного пехотного батальона.
Пройдя через зону безопасности Республиканской гвардии утром 26 февраля незамеченной, 2-й бркп встретил дивизию «Тавакална» и 12-ю иракскую бронетанковую дивизию (12 бртд), расположившись в линию напротив них: «Тавакална» — на севере, а 12-я иракская бронетанковая дивизия — в центре и на юге. Все иракские части занимали хорошо построенные оборонительные позиции и подготовили запасные позиции, что позволило им переориентироваться на запад, чтобы встретить атаку VII корпуса. Принадлежность 12-й бртд к Республиканской гвардии на момент боя была неизвестна.
Несмотря на интенсивные воздушные и артиллерийские удары со стороны американских войск, большинство иракских подразделений, оборонявшихся вдоль 70 Easting, оставались боеспособны. 2-й бркп использовал артподдержку 210-й артиллерийской бригады, батарею C 4-го дивизиона 27-го артиллерийского полка (4-27 Field Artillery), авиаудары и боевые вертолёты (как Апачи из 2-1-го вертолётного батальона (2-1 Aviation), так и звено «Кобры» (Cobras) из 4-го вертолётного эскадрона 2-го бркп) против подразделений Республиканской гвардии по мере продвижения бронекавалерийских эскадронов на восток через зону безопасности. Песчаные бури замедляли продвижение в течение всего дня, ограничивая видимость до 400 метров.

## Подход к 70 истинг
В период 23 февраля 1991 года 2-й бронекавалерийский полк с приданным ему оперативным управлением атаковал южный Ирак во главе VII корпуса с такой дерзостью, что боевая группа «Драгун» быстро одолела превосходящие силы противника, деморализовав их и взяв сотни вражеских пленных. 2-й и 3-й эскадроны полка уничтожили две бригады иракской дивизии Республиканской гвардии «Тавакална». Только на счету 2-го эскадрона 2-го бронекавалерийского полка 55 уничтоженных иракских танков, 45 единиц другой бронетехники, столько же грузовиков, сотни убитых иракских пехотинцев и 865 иракских солдат, взятых в плен.
В рамках основных усилий 1-й пехотной дивизии и VII корпуса оперативная группа «3-37-я броня» (3-37th Armor) прорвала иракскую оборону 24 февраля 1991 года, очистив четыре полосы прохода и расширив брешь под прямым огнем противника. Затем оперативная группа 3-37 броня атаковала 300 километров через южный Ирак в северный Кувейт, прервав иракские линии связи, а затем снова двинулась на север Ирака, чтобы помочь захватить город Сафван, Ирак, и обеспечить безопасность аэродрома Сафван для переговоров между коалиционными силами и Ираком о прекращении огня. В ходе операции было уничтожено более 50 боевых машин противника и захвачено более 1700 пленных.
2-й бронекавалерийский полк начал 26 февраля наступление. Ранним утром 3-й эскадрон подполковника Скотта Марси вступил в бой с ротами иракской 50-й бронетанковой бригады, которая выдвинулась в южный район расположения полка для подтверждения сообщений о том, что поблизости находятся союзные части.
В 05:22 полк получил седьмой план «Фраг» корпуса, который корректировал его зону и цель и предписывал всем подразделениям корпуса двигаться на восток для атаки частей Республиканской гвардии. Приказ корректировал границу между 2-м бронекавалерийским полком и 1-й бронетанковой дивизией Великобритании на юг, и ранние перемещения в течение дня включали переориентацию эскадронов полка и координацию действий с 1-й бронетанковой дивизией Великобритании вдоль новой границы, 80 нортинг (80 Northing).
Вертолётный эскадрон под командованием подполковника Дона Олсона установила заслон вдоль 50 истинг (50 Easting) к 7 часам утра, а к 8 часам утра бронекавалерийские эскадроны переместились в свои новые зоны. Третий эскадрон, действующий в центре, до 8 часов утра уничтожил танк Т-72, установив первый наземный контакт с дивизией «Тавакална» Иракской республиканской гвардии. Все три эскадрона вошли в контакт с силами безопасности к 9 часам утра, но в районе началась сильная песчаная буря, и продвижение к рубежу продвижения полка, 60 Easting, заняло до 11 часов утра.
Операции воздушной кавалерии прекратились сразу после 9 утра и возобновились только во второй половине дня. 1-й эскадрон подполковника Тони Айзека тем временем встретил разрозненные позиции противника на юге и к полудню уничтожил 23 танка Т-55, 25 бронетранспортёров, шесть артиллерийских орудий и множество грузовиков. 2-й эскадрон подполковника Майка Коббе сообщил о сопротивлении небольших охранных застав дивизии Тавакална, а 3-й эскадрон уничтожил аналогичные заставы в центре линии наступления полка. Генерал-лейтенант Фрэнкс посетил главный командный пункт полка незадолго до 13:00. Там командир полка подполковник Роджер Джонс и командир 2-го эскадрона майор Стив Кэмпбелл ознакомили его с ситуацией и сообщили, что датчики сообщают о движении гусеничных машин на север из зоны действия полка.
К 15:00 3-я бронетанковая дивизия достигла 50 истинг и начала двигаться параллельно полку на север. Однако продвижение 1-й пехотной дивизии для вступления в бой заняло больше времени, чем ожидалось. Поэтому генерал-лейтенант Фрэнкс приказал 2-му бронекавалерийскому полку продолжить наступление до 70 истинг, установить контакт с основными оборонительными сооружениями Республиканской гвардии и предотвратить их продвижение. В то же время он приказал полку избегать решительных действий (то есть не задействовать все свои маневренные силы и тем самым потерять свободу действий).
В 3:20 полковник Холдер отдал приказ о выполнении директивы командира корпуса, и к 3:45 роты E и G 2-го эскадрона вошли в соприкосновение с хорошо организованной обороной дивизии Тавакална. В то же время 3-й и 1-й эскадроны в центре и на юге, двинувшись на очистку своих зон, столкнулись с танками Т-62 и Т-55 иракской 12-й бронетанковой дивизии на юге.
Воздушные разведчики 4-го эскадрона присоединились к операции, когда погода прояснилась около 15:00. Воздушные разведчики обнаружили оборону противника перед фронтом 2-го и 3-го эскадронов, а боевые вертолёты нанесли удар по нескольким сторожевым постам.
К 16:10, далее на юг, вблизи координатной линии 00 нортинг (00 Northing), рота E («Орёл») 2-го бронекавалерийского полка подверглась обстрелу со стороны иракской заставы, окопавшейся иракской ЗСУ-23-4 и нескольких занятых зданий в иракской деревне. Американские разведчики открыли ответный огонь из своих танков и «Брэдли», подавили иракские орудия, взяли пленных и продолжили движение на восток. Они продвинулись ещё на три километра на восток до линии 70 истинг. Вражеский огонь усилился и был немедленно подавлен.

## 73 истинг

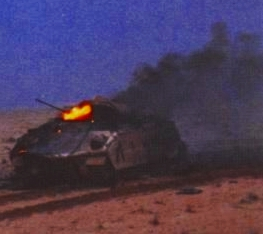
Горящая американская БМП «Брэдли», уничтоженная огнём иракского танка Т-72

Битва при 73 Easting произошла в последние часы операции сил прикрытия 2-го бронекавалерийского полка в зоне 2-го бронекавалерийского эскадрона (2 бкб) и в северной трети зоны 3-го бкб. В этом бою четыре бронекавалерийских роты 2-го бронекавалерийского полка: роты E, G и I с ротой K, участвовавшая в бою рота I (всего около 36 танков M1A1), разгромили две бригады противника, 18-ю бригаду дивизии «Тавакална» и, позднее в тот же день, 9-ю бронетанковую бригаду.
Обороняющиеся иракские силы, подразделения 18-й механизированной бригады дивизии «Тавакална» и 9-й бронетанковой бригады 12-й бронетанковой дивизии, прибыли на свои позиции вечером 24 февраля и были ориентированы на запад, чтобы защитить основной маршрут снабжения, трубопроводную дорогу IPSA, расположенную прямо у них в тылу.:310 Иракское сопротивление, которое 2-й бронекавалерийский полк встретил в предыдущий день, было со стороны 50-й бронетанковой бригады, задачей которой было прикрытие подготовки этой обороны.
Сражение было частью более крупной операции, и, по мере её продолжения, подразделения 3-го и 1-го эскадронов в южной части зоны продолжали вести бои через зону безопасности Республиканской гвардии и обнаруживать вражеские подразделения 12-й бронетанковой дивизии. 1-й эскадрон, самый южный батальон полка, очистил свою зону от остатков 50-й бронетанковой бригады, после чего вступила в контакт с 37-й бригадой 12-й иракской бронетанковой дивизии, сражавшейся к югу от дивизии «Тавакална».:330 Разведывательные и ударные вертолёты 4-го эскадрона и 2-1-го авиационного батальона (AH-64 Apache) поддерживали наземные войска, когда позволяла погода.
Полк двигался с 60 истинг с восемью из девяти своих бронекавалерийских рот в общем в хвосте друг за другом (подполковник Коббе вывел свою роту F из ведущего эшелона 2-го эскадрона, когда его зона сузилась). Операция переросла в полномасштабное сражение, когда рота E (позывной «Орёл» (Eagle)) совершила манёвр в направлении 70 истинг около 15:45. Затем тяжёлый бой распространился на юг, когда рота I 3-го эскадрона сократила разрыв между двумя эскадронами и вступила в бой. Атака роты G к северу от роты E капитана Х. Р. Макмастера привела к контакту с обороняющимися подразделениями дальше на восток, и бой там стал интенсивным около 16:45. Бой продолжался до темноты, когда командир иракской дивизии усилил 18-ю бригаду своей 9-й бронетанковой бригадой в зоне роты G.
В 16:10 по позиции иракской пехоты в скоплении зданий в UTM PU 6801 был открыт огонь из «Орлиной роты».:443 «Абрамсы» и «Брэдли» «Орлиной роты» открыли ответный огонь, заставили замолчать иракские орудия, взяли пленных и продолжили движение на восток с двумя танковыми взводами во главе. 9 танков M1A1 из роты Eagle за 23 минуты уничтожили 28 иракских танков, 16 бронетранспортеров и 30 грузовиков без потерь со стороны американцев.
Примерно в 16:20 Eagle преодолел невысокий подъём и застал врасплох иракскую танковую роту, расположившуюся в обороне на обратном склоне на 70 истинг. Капитан Макмастер, возглавлявший атаку, немедленно занял эту позицию, уничтожив первый из восьми вражеских танков на своем фронте. Два его танковых взвода уничтожили остальные.
В трёх километрах к востоку Макмастер увидел Т-72 на подготовленных позициях. Продолжая наступление, он прорвался через оборонительную позицию пехоты и вышел на возвышенность вдоль 74 истинг. Там он встретил и уничтожил ещё одно танковое подразделение противника из восемнадцати Т-72. В этом бою иракцы устояли на ногах и попытались маневрировать против роты. Это была первая решительная оборона, с которой полк столкнулся за три дня операций. Тем не менее, иракские войска были застигнуты врасплох из-за плохой погоды и были быстро уничтожены более подготовленными и лучше оснащенными американскими войсками.
После разгрома этих сил Макмастер отправил разведвзвод из двух «Брэдли» на север, чтобы восстановить контакт с ротой G. При этом разведвзвод столкнулся с ещё одной иракской танковой позицией из тринадцати Т-72. Легкобронированные «Брэдли», оснащённые только 25-мм пушкой и двумя ракетами TOW, были предназначены для разведки, а не для прямого столкновения с танками. Несмотря на осечки и необходимость перезаряжать пусковые установки перед лицом противника, два «Брэдли» уничтожили ПТУРами 5 танков до прибытия помощи.
Другие роты 2-го бронекавалерийского полка: I (позывной «Железо»), K («Убийца») и G («Призрак») присоединились к бою несколькими минутами позже. рота I «Железо» 3-го эскадрона остановилась около высоты 67 Easting, чтобы контролировать границу продвижения с помощью своих танковых пушек. В 16:45, когда рота двинулась на север, чтобы занять северную границу, она попал под огонь из той же группы зданий, через которые рота «Е» вела бой часом ранее.
Капитан Дэн Миллер, командующий ротой I, ответным огнем подавил сопротивление, а затем атаковал в направлении 70 истинг. Там он столкнулся с Т-72 на оборонительных позициях к югу от тех, которые только что уничтожила рота «Е». При поддержке роты «К» капитана Мака Хазарда танки Миллера уничтожили 16 вражеских танков на этой позиции, а затем атаковали через неё. Сразу за оборонительными сооружениями рота I заметила ещё одно формирование вражеских танков, двигавшееся в её направлении, и атаковала его огнем танков и TOW. Во время этого боя ракета TOW, выпущенная из «Брэдли» роты «К», поразила и уничтожила «Брэдли» роты I, ранив всех трёх членов экипажа.:444 Прежде чем вернуться на позиции вдоль 70 истинг, рота I обнаружила командный пункт иракского батальона, уничтожив его командный бункер и оборонявшие его силы.
К 16:40 рота G капитана Джо Сартиано заняла позицию на хребте с видом на вади на 73 истинг и параллельно ему, к северу от роты E. Как самое северное подразделение полка, рота G обеспечивала открытый фланг до прибытия кавалерийского эскадрона 3-й бронетанковой дивизии, чтобы занять свои позиции вдоль 70 истинг.
Бойцы Джо Сартиано вступили в бой с танками иракской 18-й бригады, которые первоначально занимали оборонительные позиции. Однако очень быстро рота G столкнулась с контратаками танковых подразделений дивизии Тавакална и иракской 12-й бронетанковой дивизии. Кроме того, другие иракские подразделения попытались отступить на север вдоль вади, что привело их прямо на позиции роты G.
К 18:30 первая из нескольких волн иракских танков Т-72 и Т-55 вошла в вади. Завязался ожесточённый бой, когда волна за волной танки и пехота атаковали войска. Бой временами становился настолько интенсивным, что только массированный артиллерийский и миномётный огонь, боевые вертолёты и непосредственная поддержка ВВС не позволили противнику сблизиться с ротой G. В какой-то момент взвод военной разведки из 502-й роты военной разведки 2-го бронекавалерийского полка был вынужден прервать свою операцию по разведке сигналов и открыть ответный огонь по иракским солдатам, которые вышли из горящей БМП-1 и продолжили атаку.
В ходе ожесточенного шестичасового боя группа огневой поддержки роты G вызвала 720 выстрелов из гаубиц и РСЗО, а также постоянно использовала собственные миномёты для отражения атак с близкого расстояния. К 21:00 рота G израсходовала почти половину своих ракет TOW и испытывала нехватку боеприпасов для 25-мм и 120-мм пушек. Чтобы исправить ситуацию, подполковник Коббе направил на помощь роте G свою танковую роту — роту H («Ястреб») капитана Брюса Тайлера. К тому времени рота G уничтожила «по меньшей мере две роты иракской бронетехники». Сотни иракских пехотинцев и их бронетранспортёры лежали разбросанными по дну вади.
Рота G потеряла один M3 Bradley от огня иракских БМП, и один её солдат — сержант Нельс А. Моллер, наводчик М3 Bradley, был убит. Пусковая установка TOW на M3 Bradley была неработоспособна, а 25-мм пушку «Бушмастер» заклинило. Пока экипаж пытался вернуть пушку в рабочее состояние, иракский БМП-1, который, как считалось, был выведен из строя танковым снарядом, пробил броню M3 Bradley, открыл огонь и попал в башню машины из 73-мм пушки 2А28. Моллер погиб мгновенно, а остальные члены экипажа эвакуировались из повреждённой машины.:446
Артиллерийский огонь и авиаудары сыграли большую роль в сражении, особенно на крайнем севере. При непосредственной поддержке 2-го бронекавалерийского полка 210-я артиллерийская бригада полковника Гарретта Борна выполняла задачи на 78 истинг. Ближняя авиационная поддержка наносила удары по целям на большую глубину, не позволяя некоторым иракским подразделениям сблизиться с ротой G или покинуть район боя. Ударные вертолёты летали в поддержку воздушных разведчиков через определённые промежутки времени в течение дня, а вертолёты «Апач» 2-1 авиационного батальона под командованием подполковника Джона Уорда уничтожили две батареи вражеской артиллерии и нанесли удар по маршевым подразделениям вдоль трубопроводной дороги IPSA в 16:30, как раз в момент начала серьёзного сражения.:331
В целом, офицер огневой поддержки полка сообщил, что 26 февраля было произведено 1382 выстрела из 155-мм гаубицы (фугасные, улучшенные боеприпасы двойного назначения и реактивные снаряды HE) и 147 ракет РСЗО. По оценкам командира 210-й бригады, два дивизиона РСЗО и одна РСЗО, батарея C 4-го дивизиона 27-го артиллерийского полка, уничтожили 17 танков, семь БТР, шесть артиллерийских орудий и около 70 других транспортных средств. Количество машин, повреждённых артиллерией, было больше. Число потерь пехоты противника, вызванных неприцельным огнём, оказалось невозможно определить, но почти наверняка оно превысило заявленные тридцать пехотинцев.
Спорадический огонь продолжался всю ночь, но после 22:00 серьёзных столкновений не произошло. Полк использовал артиллерийский огонь и некоторую поддержку с воздуха между окончанием активных боевых действий и прибытием 1-й пехотной дивизии на линию соприкосновения.
На основании разведданных, полученных в ходе боя, полковник Холдер посоветовал командиру корпуса, что 1-я пехотная дивизия должна пройти через южные подразделения полка. Переброска дивизии в этот район позволила бы ей избежать хаоса после боя на севере и, что более важно, направить главную атаку в обход известных теперь позиций дивизий Республиканской гвардии.
Генерал-лейтенант Фрэнкс принял эту рекомендацию, и, начиная с 02:00, две бригады 1-й пехотной дивизии прошли через позиции полка вдоль 70 истинг. Когда около 6 часов утра дивизия завершила проход всех своих боевых частей, 2-й бронекавалерийский полк вошел в состав резерва VII корпуса.
2-й и 3-й эскадроны 2-го бронекавалерийского полка уничтожили две бригады дивизии Тавакална иракской Республиканской гвардии в битве на 73 истинг. Только на счету 2-го эскадрона 2-го бронекавалерийского полка 55 уничтоженных иракских танков, 45 единиц другой бронетехники, столько же грузовиков, сотни убитых иракских пехотинцев и 865 иракских солдат, взятых в плен. 2-й бронекавалерийский полк также захватил 2000 пленных, уничтожил 159 вражеских танков и 260 единиц другой техники. Потери полка включают 6 солдат убитыми и 19 ранеными. За время боевых действий 2-й бронекавалерийский полк прошел более 155 миль. Все американские подразделения в бою «за 73 Истинг» смогли продвинуться лишь на 27 миль.

## Значение и итоги
Битва на 73 истинг и продвижение к югу от неё привели к завершению операции полка по прикрытию VII корпуса. В ходе операции полк поочередно прикрывал продвижение трёх различных американских дивизий, продвинулся на 120 миль (193.1 км) за восемьдесят два часа и сражался с частями пяти иракских дивизий. Ожесточённый бой у 73 истинг сковал южные силы иракского корпуса Республиканской гвардии и позволил командиру VII корпуса ввести 1-ю пехотную дивизию в глубину иракской обороны и двинуть далее в Кувейт.
2-й бркп, который продвигался между иракской 12-й бронетанковой дивизией и дивизией «Тавакална», был единственным американским сухопутным подразделением, которое оказалось в значительном меньшинстве и без оружия. Тем не менее, 2-й бркп действовал очень эффективно. Только на счету 2-го эскадрона 2-го бркп 55 уничтоженных иракских танков, 45 единиц другой бронетехники, столько же грузовиков, сотни убитых иракских пехотинцев и 865 иракских солдат, взятых в плен. Иракская дивизия «Тавакальна» осталась боеспособной после битвы на 73 истинг и в дальнейшем участвовала ещё в нескольких крупных сражениях.
Сражение отметилось множественными случаями «дружественного огня» между танками коалиции. Так в результате боёв «друг с другом» было выведено из строя 5 американских танков, 5 БМП и 6 танкистов погибло.
Битва на 73 истинг была признана шестым по масштабам танковым сражением в американской истории. Она считается третьей крупнейшей битвой войны в Персидском заливе, однако она получила бо́льшее признание, чем все остальные битвы Войны в Персидском заливе. В основном из-за того, что она получила большее освещение в СМИ благодаря многочисленным публикациям, написанным об этом конкретном сражении, и многочисленным интервью, данным полковником в отставке Дугласом Макгрегором на протяжении многих лет..